# Amer (Espanha)
Amer é um município da Espanha na comarca de Selva, província de Girona, comunidade autónoma da Catalunha. Tem 44,97 km² de área e em 2021 tinha 2 383 habitantes (densidade: 53 hab./km²).

## Demografia
| Variação demográfica do município entre 1991 e 2004 | Variação demográfica do município entre 1991 e 2004 | Variação demográfica do município entre 1991 e 2004 | Variação demográfica do município entre 1991 e 2004 |
| --------------------------------------------------- | --------------------------------------------------- | --------------------------------------------------- | --------------------------------------------------- |
| 1991                                                | 1996                                                | 2001                                                | 2004                                                |
| 2302                                                | 2276                                                | 2182                                                | 2184                                                |